# The Heart of Esmeralda
The Heart of Esmeralda è un cortometraggio muto del 1912 diretto da W.V. Ranous.

## Produzione
Il film fu prodotto dalla Vitagraph Company of America. Venne girato a Bat Cave, nella Henderson County in North Carolina.

## Distribuzione
Distribuito dalla General Film Company, il film - un cortometraggio in una bobina - uscì nelle sale cinematografiche statunitensi il 13 agosto 1912. Nel Regno Unito, fu distribuito il 23 novembre 1912.